# Az utolsó part (film)
Az utolsó part (eredeti címe On the Beach) egy 1959-ban bemutatott fekete-fehér ausztrál–amerikai disztópikus filmdráma Stanley Kramer rendezésében. A főszerepeket Gregory Peck, Ava Gardner, Fred Astaire, Anthony Perkins és Donna Anderson alakítják. A forgatókönyv Nevil Shute angol író 1957-es azonos című, 1957-ben megjelent regényéből készült. A hidegháború idején íródott történet a globális atomháború lezajlása utáni világban játszódik, ahol az emberiség nagy része elpusztult, és Dél-Ausztrália, az „utolsó part” lakóinak is számot kell vetniük a lassan közeledő véggel.
Nevil Shute klasszikusnak számító regénye megrendítő történet öt emberről, akiknek világát pusztulásra ítélte a radioaktív sugárzás. A szerző azon egyszerű emberek szívszorító érzéseit és csöndes helytállását érzékelteti, akik példátlan körülményekkel találkoznak – az emberiség teljes és elkerülhetetlen pusztulásával, az utolsó reménység elvesztésével kell szembenézniük.
A film zenéjének alapja a népszerű ausztrál dal, a Waltzing Matilda, különböző hangulatú hangszerelésekben és feldolgozásokban.

## Cselekmény

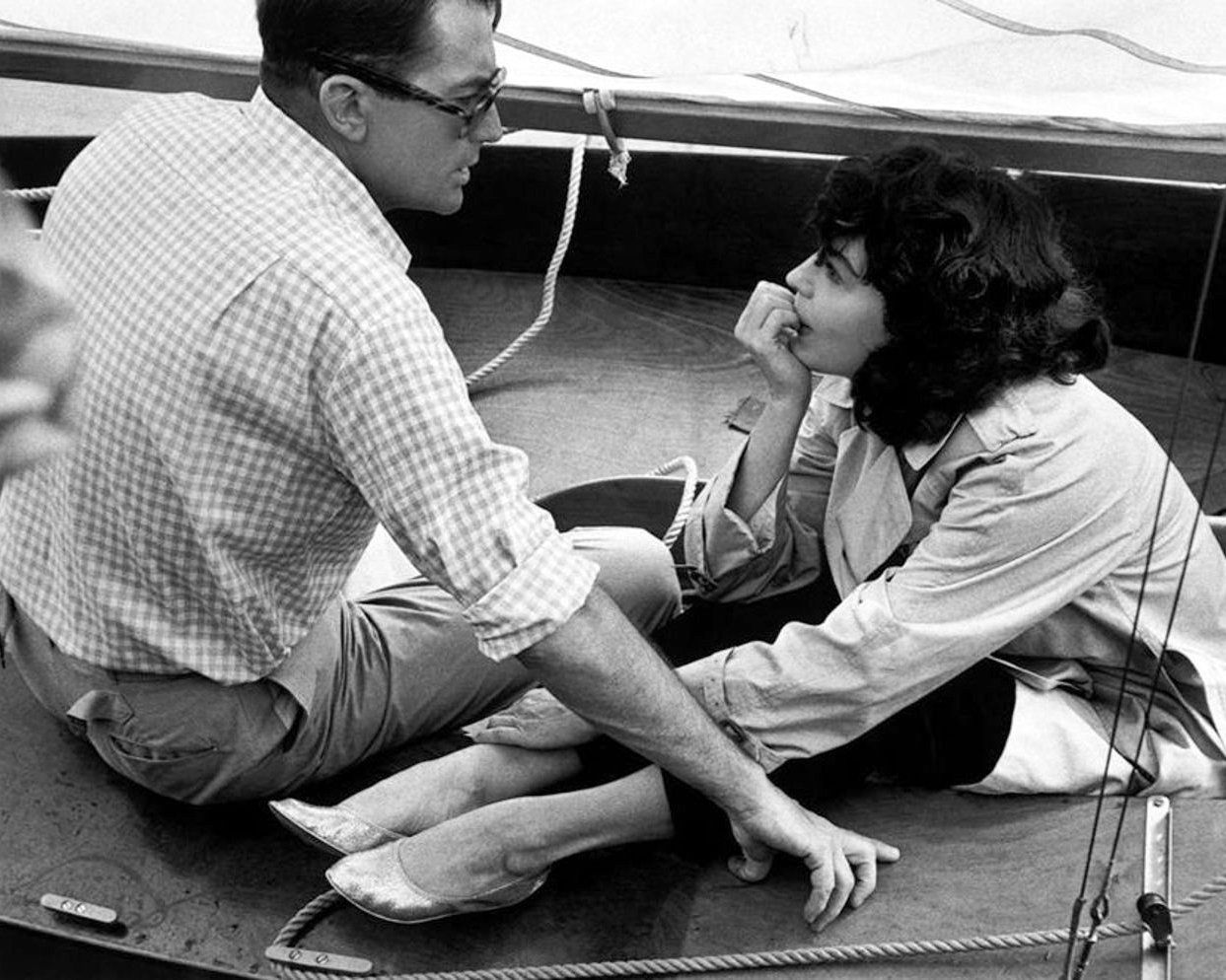
Gregory Peck és Ava Gardner a forgatáson

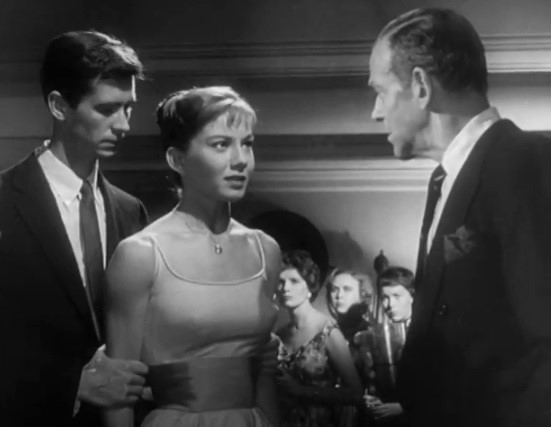
Anthony Perkins, Donna Anderson és Fred Astaire a filmben

1964-ben járunk. A harmadik világháború elpusztította az északi féltekét, megölve minden ott élő embert. A légáramlások a radioaktív kihullást lassan a déli félteke felé sodorják, a halálzóna egyre szélesedik. A Föld utolsó lakható nagyvárosa, a dél-ausztráliai Melbourne felé is lassan közeledik a radioaktív felhő. Az élet még normális mederben folyik, de a kormány és a lakosság készül a néhány hónapon belül elkerülhetetlenül odaérkező csendes pusztulásra.
Az amerikai hadiflotta USS Sawfish nevű atom-tengeralattjárója Melbourne-be érkezik. A parancsnok, Dwight Lionel Towers kapitány a Királyi Ausztrál Haditengerészet rendelkezésére bocsátja a hajót, mert az amerikai parancsnokságok elpusztultak. Az ausztrál admirális Peter Holmes fiatal tengerészhadnagyot rendeli Towers mellé összekötő tisztnek. A hadnagy ifjú házas, újszülött gyermeke van. Meghívja Towers kapitányt vidéki házába. Towers itt találkozik Moira Davidsonnal, egy magányos, alkoholista szépasszonnyal, aki beleszeret a kapitányba, de Towers nem tudja viszonozni a nő érzelmeit, nem képes feldolgozni az Egyesült Államokban hagyott felesége és gyermekei elvesztésének traumáját. A társaság másik tagja Julian Osborn nukleáris fizikus, aki részt vett az atombombák fejlesztésében, melyek végül kicsúsztak az ember ellenőrzése alól. Osborn reménytelennek látja túlélést. Holmes fiatal felesége, Mary kétségbeesve tiltakozik és keresi a leghalványabb reményt is.
A tudósok új elméletet állítanak fel, mely szerint az északi féltekén a radioaktív kihullást a csapadék kimoshatja a légkörből, így a sugárzás szintje a halálos szint alá csökkenhet, a déli félteke legtávolabbi területei megmenekülhetnek, és talán az Antarktika lakható marad. Közben az ausztrál hadiflotta rádiósai ismeretlen, érthetetlen Morse-jeleket fognak, melyek az USA nyugati partvidékéről érkeznek, ahol elméletileg már senki sem lehet életben. Towers kapitány utasítást kap, hogy a Sawfish-sel induljon távoli felderítő útra, Peter Holmes hadnagy és Julian Osborne fizikus kíséretében, hogy kutassák fel a jelek küldőjét. A több hónapos, veszélyes útra induló Peter „eutanázia-tablettát” szerez be felesége és újszülött gyermeke számára arra az esetre, ha ő maga nem térne haza, és a halálos sugárzás közben elérné Melbourne-t. Mary képtelen szembenézni a szörnyű lehetőséggel: ha ő, az anya halálos sugárbetegséget kap, kisgyermekét magának kell halálba segítenie.
A Sawfish hosszú utat tesz meg észak felé a Csendes-óceánon át, a növekvő radioaktivitás miatt javarészt a víz alatt haladva. Az alaszkai Point Barrow előtt Osborn méréseket végez, és megállapítja, hogy a sugárzás szintje nemcsak hogy halálos, de magasabb még az egyenlítőn mért értékeknél is, az ausztrál tudósok szintcsökkenési elmélete tehát nem helytálló. A sugárzás szintje folyamatosan erősödik, senki élő ember nem menekülhet meg. San Francisco partjánál a hajó periszkópján át a személyzet összes tagja megnézheti az élettelen várost. Egy odavalósi tengerész dezertál a hajóról, és a partra úszik, hogy otthonában halhasson meg. A rádiójel forrását keresve a Sawfish kiköt egy San Diegó-i kőolaj-finomítónál. Egy partra küldött önkéntes nem talál élő embert. Az elektromos erőmű működésben maradt, a rádiós szobában egy kitört ablaknál félig feldőlt kólás palackot talál a kábelbe beleakadva, mely ide-oda gurulva rendszertelenül lökdösi a Morze-billentyűt. A Sawfish visszatér Melbourne-be. Towers jelentése után mindenki szembenéz az elkerülhetetlen végzettel. Az ausztrál admiralitás tudatja Towers-szel, hogy a brisbane-i haditengerészeti támaszpont elnémult, minden amerikai halott, így a rangidős Towers admirálissá és az összes megmaradt amerikai haditengerészeti erő főparancsnokává lép elő. Towers vidékre utazik Moirával, szerelmük beteljesedik. Osborn megvalósítja régi vágyát, megveszi a leggyorsabb Ferrari versenyautót, és benevez az utolsó Ausztrál nagydíjra. A verseny gyilkos tempóban folyik, a versenyzőknek nincs vesztenivalójuk, senki sem törődik az életével, legtöbbjük szörnyű karambolokban leli halálát. Osborn megnyeri a nagydíjat.
Melbourne-be visszatérve Towers kapitány azzal szembesül, hogy az idő fogy, tengerészein is mutatkoznak a gyógyíthatatlan sugárbetegség tünetei. A kapitány megszavaztatja legénységét: Emberei arra kérik, vezesse őket vissza az Egyesült Államokba, hogy hazájuk földjén halhassanak meg. Osborn mérései a sugárzás gyors növekedését mutatják. Bezárkózik garázsába, beindítja a nagydíjas Ferrari motorját, és a volánnál ülve szénmonoxiddal megöli magát, hogy elkerülje a szenvedést. Az utcán az emberek sorban állnak a gyors és fájdalommentes halált garantáló „eutanázia-tablettákért”, melyeket a kormány juttat mindenkinek. Maryn, Holmes hadnagy feleségén is megjelennek a sugárbetegség tünetei. A fiatal házaspár együtt veszi be a halálos tablettákat. Utolsó perceikben, egymást átölelve Peter szerelmük kezdetéről mesél Marynek, amikor legelőször találkozott vele a tengerparton. („On the beach” – utalás a film eredeti angol nyelvű címére).
Towers a kikötőben elbúcsúzik Moirától. Embereivel tart, a kötelesség miatt lemond szerelméről. A Sawfish kihajózik az óceánra és lassan alámerül. A magára hagyott, könnyeivel küzdő Moira egy szikláról követi tekintetével a távozó hajót. Az utolsó képek az üres Melbourne néptelen, kihalt utcáit mutatják. A szél csak az Üdvhadsereg leszakadt plakátját csapkodja, „Még van idő, testvér…” felirattal.

## Főbb szereplők
| Szerep                               | Színész         | Magyar hangja (1. szinkron) | Magyar hangja (2. szinkron) |
| ------------------------------------ | --------------- | --------------------------- | --------------------------- |
| Dwight Lionel Towers parancsnok      | Gregory Peck    | Haás Vander Péter           | Kassai Károly               |
| Moira Davidson                       | Ava Gardner     | Fehér Anna                  | Zborovszky Andrea           |
| Julian Osborn fizikus                | Fred Astaire    | Dunai Tamás                 | Harmath Imre                |
| Peter Holmes hadnagy                 | Anthony Perkins | Selmeczi Roland             | N/A                         |
| Mary Holmes, Peter felesége          | Donna Anderson  | Zsigmond Tamara             | Major Melinda               |
| Bridie ausztrál admirális            | Johan Tate      | N/A                         | N/A                         |
| Hosgood hadnagy, Birdie segédtisztje | Lola Brooks     | N/A                         | N/A                         |
| Farrel parancsnok-helyettes          | Guy Doleman     | N/A                         | N/A                         |
| Ackerman tengerész                   | Joe McCormick   | N/A                         | Háda János                  |

## Elismerések, díjak
| Díj                                                 | Kategória                                | Jelölt(ek)                               | Eredmény    | Hiv.  |
| --------------------------------------------------- | ---------------------------------------- | ---------------------------------------- | ----------- | ----- |
| Oscar-díj                                           | Legjobb vágás                            | Frederic Knudtson                        | Jelölve     | [ 4 ] |
| Oscar-díj                                           | Legjobb eredeti zene                     | Ernest Gold                              | Jelölve     | [ 4 ] |
| British Academy of Film and Television Arts (BAFTA) | Legjobb női főszereplő                   | Ava Gardner                              | Jelölve     | [ 5 ] |
| British Academy of Film and Television Arts (BAFTA) | ENSZ-díj                                 | Stanley Kramer                           | Elnyerte    | [ 5 ] |
| Golden Globe-díj                                    | Legjobb drámai film                      | Legjobb drámai film                      | Jelölve     | [ 6 ] |
| Golden Globe-díj                                    | Legjobb férfi mellékszereplő             | Fred Astaire                             | Jelölve     | [ 6 ] |
| Golden Globe-díj                                    | Legjobb rendező                          | Stanley Kramer                           | Jelölve     | [ 6 ] |
| Golden Globe-díj                                    | Legjobb eredeti filmzene                 | Ernest Gold                              | Elnyerte    | [ 6 ] |
| Golden Globe-díj                                    | Nemzetközi megértést segítő legjobb film | Nemzetközi megértést segítő legjobb film | Jelölve     | [ 6 ] |
| Laurel-díj                                          | Legjobb drámai film                      | Legjobb drámai film                      | 4. helyezés |       |
| New York-i Filmkritikusok Egyesületének díja        | Legjobb film                             | Legjobb film                             | Jelölve     | [ 7 ] |

## Alapmű
- Nevil Shute angol író, egykori repülőmérnök, aki 1950 óta Ausztráliában, Melbourne közelében élt, 1957-ben adta ki On the Beach című apokaliptikus regényét, mely magyarul 1991-ben jelent meg Az utolsó part(wd) címmel, Gálvölgyi Judit fordításában.[8]

## Remake
- 2000: Veszélyes jövő (On the Beach), ausztrál–amerikai kétrészes tévéfilm, rendezte Russell Mulcahy, főszereplők Armand Assante, Rachel Ward, Bryan Brown és Jacqueline McKenzie.[9]

## További információ
- Az utolsó part a PORT.hu-n (magyarul)
- Az utolsó part az Internetes Szinkronadatbázisban (magyarul)
- Az utolsó part az Internet Movie Database-ben (angolul)
- Az utolsó part a Rotten Tomatoeson (angolul)
- Az utolsó part a Box Office Mojón (angolul)
- Le Dernier rivage (francia nyelven). AlloCiné.fr
- Das letzte Ufer (német nyelven). Filmdienst.de
- Az utolsó part (1959) (magyar nyelven). TMDB (The MovieWeb Adatbázis)
- Az utolsó part (1959) (magyar nyelven). MAFAB.hu